# Maccabi Tel Aviv B.C. 2015-2016
Questa voce raccoglie le informazioni riguardanti il Maccabi Tel Aviv B.C. nelle competizioni ufficiali della stagione 2015-2016.

## Stagione
La stagione 2015-2016 del Maccabi Tel Aviv B.C. è la 62ª nel massimo campionato israeliano di pallacanestro, la Ligat ha'Al.

## Roster
Aggiornato al 27 luglio 2018
| Maccabi FOX Tel Aviv 2015-16 | Maccabi FOX Tel Aviv 2015-16 |
| Giocatori                    | Staff tecnico                |
| ---------------------------- | ---------------------------- |

| N. | Naz.                                                   | Ruolo | Nome              | Anno | Alt.   | Peso   |  |
| -- | ------------------------------------------------------ | ----- | ----------------- | ---- | ------ | ------ |  |
| 1  | Stati Uniti (bandiera)                                 | P     | Jordan Farmar     | 1986 | 188 cm | 81 kg  |  |
| 3  | Croazia (bandiera)                                     | AC    | Dragan Bender     | 1997 | 211 cm | 100 kg |  |
| 4  | Stati Uniti (bandiera)                                 | AP    | Elijah Millsap    | 1987 | 201 cm | 97 kg  |  |
| 5  | Stati Uniti (bandiera) · Bulgaria (bandiera)           | C     | Cedric Simmons    | 1986 | 206 cm | 107 kg |  |
| 5  | Stati Uniti (bandiera) · Macedonia del Nord (bandiera) | AG    | Richard Hendrix   | 1986 | 205 cm | 113 kg |  |
| 6  | Stati Uniti (bandiera)                                 | G     | Devin Smith       | 1983 | 198 cm | 111 kg |  |
| 7  | Stati Uniti (bandiera)                                 | AG    | Brian Randle      | 1985 | 203 cm | 107 kg |  |
| 8  | Israele (bandiera)                                     | AP    | Dagan Yivzori     | 1985 | 193 cm | 90 kg  |  |
| 9  | Israele (bandiera)                                     | AG    | Itay Segev        | 1995 | 204 cm | 102 kg |  |
| 10 | Israele (bandiera)                                     | AP    | Guy Pnini (C)     | 1983 | 201 cm | 99 kg  |  |
| 12 | Israele (bandiera)                                     | G     | Yogev Ohayon      | 1987 | 189 cm | 86 kg  |  |
| 13 | Brasile (bandiera)                                     | C     | Vitor Faverani    | 1988 | 210 cm | 118 kg |  |
| 13 | Israele (bandiera)                                     | G     | Idan Paz          | 1995 | 186 cm |        |  |
| 14 | Israele (bandiera)                                     | G     | Yovel Zoosman     | 1998 | 200 cm | 90 kg  |  |
| 15 | Stati Uniti (bandiera) · Israele (bandiera)            | AP    | Sylven Landesberg | 1990 | 198 cm | 94 kg  |  |
| 21 | Stati Uniti (bandiera) · Nigeria (bandiera)            | AG    | Ike Ofoegbu       | 1984 | 205 cm | 102 kg |  |
| 22 | Stati Uniti (bandiera) · Montenegro (bandiera)         | PG    | Taylor Rochestie  | 1985 | 186 cm | 88 kg  |  |
| 32 | Stati Uniti (bandiera)                                 | C     | Trevor Mbakwe     | 1989 | 203 cm | 110 kg |  |
| 33 | Stati Uniti (bandiera)                                 | AC    | Arinze Onuaku     | 1987 | 206 cm | 125 kg |  |
| 99 | Israele (bandiera)                                     | P     | Gal Mekel         | 1988 | 192 cm | 87 kg  |  |

| Allenatore |
| - Guy Goodes (fino al 9 novembre) - Avi Even (dal 10 novembre fino al 16 novembre) - Žan Tabak (dal 16 novembre) |
| Assistente/i |
| - Avi Even (fino al 10 novembre e dal 16 novembre) Legenda - (C) Capitano - (IN) Inattivo - Infortunato Roster   |

## Mercato

### Sessione estiva
| Acquisti | Acquisti         | Acquisti           | Acquisti      | Acquisti |
| R.       | Nome             | da                 | Modalità      |          |
| -------- | ---------------- | ------------------ | ------------- | -------- |
| P        | Jordan Farmar    | Darüşşafaka        | definitivo    |          |
| AC       | Arinze Onuaku    | Minnesota T'wolves | definitivo    |          |
| G        | Dagan Yivzori    | Maccabi Haifa      | definitivo    |          |
| AC       | Dragan Bender    | Ironi Ramat Gan    | fine prestito |          |
| C        | Vitor Faverani   | Free agent         | definitivo    |          |
| PG       | Taylor Rochestie | Nižnij Novgorod    | definitivo    |          |
| AG       | Itay Segev       | Hap. Gilboa G.E.   | fine prestito |          |
| C        | Trevor Mbakwe    | Bamberger          | definitivo    |          |
| C        | Idan Zalmanson   | Bnei Herzliya      | fine prestito |          |

| Cessioni | Cessioni                | Cessioni           | Cessioni       | Cessioni |
| R.       | Nome                    | a                  | Modalità       |          |
| -------- | ----------------------- | ------------------ | -------------- | -------- |
| AC       | Alex Tyus               | Anadolu Efes       | fine contratto |          |
| P        | Jeremy Pargo            | Zhejiang Lions     | rescissione    |          |
| AG       | Jake Cohen              | Aris Salonicco     | fine contratto |          |
| AP       | Nate Linhart            | Saragozza          | rescissione    |          |
| P        | Marquez Haynes          | Dinamo Sassari     | rescissione    |          |
| C        | Sofoklīs Schortsianitīs | Stella Rossa       | rescissione    |          |
| G        | Orr Leumi               | Ironi Ashkelon     | fine contratto |          |
| C        | Idan Zalmanson          | Mac. Rishon LeZion | rescissione    |          |
| AG       | Ben Altit               | Maccabi Kiryat Gat | fine contratto |          |
| AG       | Joe Alexander           | Dinamo Sassari     | fine contratto |          |

### Dopo l'inizio della stagione
| Acquisti | Acquisti        | Acquisti    | Acquisti        | Acquisti   |
| R.       | Nome            | da          | Data            | Modalità   |
| -------- | --------------- | ----------- | --------------- | ---------- |
| AG       | Ike Ofoegbu     | Estudiantes | 20 ottobre 2015 | definitivo |
| P        | Gal Mekel       | Free agent  | 10 gennaio 2016 | definitivo |
| AP       | Elijah Millsap  | Utah Jazz   | 23 gennaio 2016 | definitivo |
| C        | Cedric Simmons  | Free agent  | 28 gennaio 2016 | definitivo |
| AG       | Richard Hendrix | Málaga      | 9 marzo 2016    | definitivo |

| Cessioni | Cessioni       | Cessioni      | Cessioni         | Cessioni       |
| R.       | Nome           | a             | Data             | Modalità       |
| -------- | -------------- | ------------- | ---------------- | -------------- |
| C        | Vitor Faverani | Free agent    | 2 novembre 2015  | rescissione    |
| P        | Jordan Farmar  | Free agent    | 10 gennaio 2016  | rescissione    |
| AC       | Arinze Onuaku  | Meralco Bolts | 22 gennaio 2015  | fine contratto |
| C        | Cedric Simmons | Siviglia      | 12 febbraio 2016 | fine contratto |
| AP       | Elijah Millsap | Free agent    | 10 marzo 2016    | rescissione    |